# Corinnomma moerens
Corinnomma moerens är en spindelart som beskrevs av Tord Tamerlan Teodor Thorell 1890. Corinnomma moerens ingår i släktet Corinnomma och familjen flinkspindlar. Inga underarter finns listade i Catalogue of Life.